# Takecallis sasae
Takecallis sasae är en insektsart som först beskrevs av Matsumura 1917.  Takecallis sasae ingår i släktet Takecallis och familjen långrörsbladlöss. Inga underarter finns listade i Catalogue of Life.